# 눈금실린더

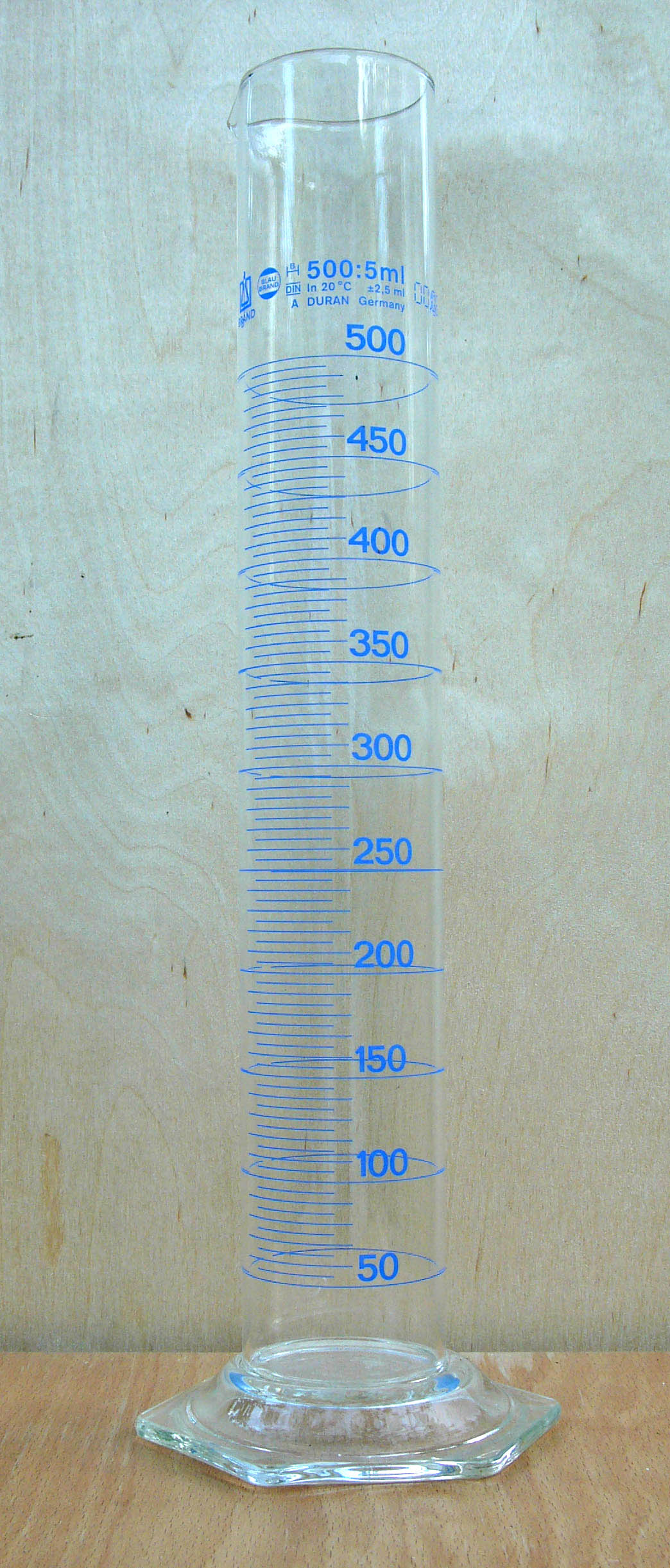
액량계

눈금실린더(--cylinder) 또는 메스실린더(Messcylinder), 액량계(液量計)는 액체의 부피를 측정할 때 쓰는 실험 기구이다. 유리관에 일정한 간격으로 눈금이 표시되어 있어, 액체를 유리관에 담아 이 눈금을 보고 부피를 측정한다. 액체를 쏟지 않도록 아랫면이 넓게 퍼져있다.
TC:To contain의 약자
담겨있는 양을 측정하는 기구 
TD:To deliver의 약자
옮기는 양을 측정하는 기구

## 같이 보기
- 계량컵